# Saison 1906 de la Juventus FC
Maillots
Chronologie
Saison précédente Saison suivante
La saison 1906 du Foot-Ball Club Juventus est la septième de l'histoire du club, créé neuf ans plus tôt en 1897.
Le club piémontais participe cette année à la 9e édition du championnat italien, ainsi qu'au championnat de Seconda Categoria (deuxième division) pour sa réserve.

## Historique
Lors de cette saison 1906 où l'ambition du club est de réitérer l'exploit de l'an passé (champion de Prima et de Seconda catégorie), c'est la réserve du club qui débute tout d'abord sa saison.
Lors de cette Seconda Categoria 1906 (à l'époque la D2 mais l'équivalent aujourd'hui de la neuvième division), la Juventus II (nom de l'équipe réserve) s'inscrit dans le groupe régional du Piémont comptant pour les qualifications.
C'est le dimanche 14 janvier 1906 que les réservistes juventini ouvrent leur saison à domicile en s'imposant sur un large score de 4 à 0 contre le Calcio Pro Vercelli (le match aurait dû avoir lieu une semaine avant le 7 janvier mais fut annulé pour cause de mauvais temps). Le match retour qui se tient à Vercelli le 21 janvier, voit la Juve s'imposer à nouveau sur un score de 3-0.
Une fois qualifié, la réserve commence la phase finale le dimanche 4 février et s'incline d'entrée 2-0 contre le Milan Cricket and Foot-Ball Club II. Une semaine plus tard le 11 février, ils s'inclinent à nouveau sur le même score face au Genoa Cricket and Football Club II. Lors de la troisième journée le 4 mars, le Milan II leur inflige leur troisième défaite consécutive (3 buts à 0) à Milan. Au cours de la dernière journée, censée se jouer le dimanche 25 mars 1906, la réserve bianconera abandonne et perd donc 2 à 0 par forfait en faveur de la réserve du Genoa.
Avec aucun point en quatre matchs, la réserve de la Vieille Dame finit donc troisième et dernière de la Seconda Categoria 1906 (it) et ne réussit donc pas à remporter le titre pour la deuxième fois d'affilée.
Après la désillusion de la réserve, l'équipe première du Foot-Ball Club Juventus commence quant à elle sa saison au début de l'année 1906 pour le compte de la Prima Categoria 1906 (ancêtre de la Serie A) qui débute au mois de janvier.
Lors des éliminatoires du championnat d'Italie, la Juventus est la seule équipe piémontaise inscrite dans le groupe de qualifications régional, et passe donc directement en phase finale nationale.
La Vieille Dame débute donc sa phase finale du championnat italien le dimanche 21 janvier 1906, où les Bianconeri effectuent leur premier match contre le club ligure du Genoa Cricket and Football Club, qui se solde sur un score de parité d'un but partout à l'extérieur.
Un peu plus d'un mois et demi plus tard, les zèbres évoluent cette fois à domicile à Turin contre le club lombard du Milan Cricket and Foot-Ball Club, lors d'une partie qui se joue le 11 mars. Le match voit la Juventus s'imposer par 2-1 contre les milanais.
Lors du match retour contre le club génois du Genoa, la partie résuma bien le climat de la phase finale de ce neuvième Campionato italiano di calcio, quelque peu turbulente. 
Le 18 mars 1906 lors du match où les juventini reçoivent à domicile le Genoa, la partie fut suspendu à cause des spectateurs ligures du club de Gênes, jugeant l'arbitrage trop en faveur du Foot-Ball Juventus, et qui donc envahiront le terrain, provoquant une immense rixe mêlant les joueurs et les dirigeants des deux équipes.
La FIGC décida alors le report du match sur un terrain neutre à Milan, mais la victoire des turinois provoqua la colère des joueurs du Genoa qui, en réponse, décidèrent de favoriser le Milan en déclarant par la suite forfait lors de leur match contre les rossoneri en signe de protestation, donnant alors l'avantage aux milanais dans le classement final.
Ce geste eut pour conséquence de priver la Juventus d'un deuxième titre de champion d'Italie (qui s'était elle imposée 1 à 0 sur le terrain du Milan lors de la dernière journée le 22 avril), les deux équipes se retrouvant à égalité avec 5 points chacun, devant rejouer un match de barrage, suivant le règlement.
Lors du premier match de barrage, disputé au Velodromo Umberto I, les Bianconeri et Rossoneri se séparent sur le score de 1-1, et un nouveau match d'appui doit être rejoué.
La fédération italienne décide de faire rejouer le match sur le terrain neutre de l'US Milanese le 6 mai, mais la Vieille Dame renoncera à disputer ce match de barrage pour le titre, publiant le communiqué suivant :

« La direction du Foot-Ball Club Juventus refuse énergiquement d'accepter le choix du terrain de l'Unione Sportiva Milanese comme terrain neutre car le terrain neutre ne doit pas qu'être non seulement un terrain d'une autre équipe, mais doit également avoir une morale de la neutralité, ou bien doit présenter à la fois les mêmes avantages et désavantages pour les deux clubs. Or, le terrain de l'US Milanese ne se trouve pas dans ces conditions pour les raisons suivantes :
1/ Il n'est pas juste pour le traitement du match, car les joueurs du FBC Juventus ne jouent pas de condition égale, devant supporter la fatigue du voyage Turin-Milan.
2/ Le terrain de l'US Milanese (siège à Via Comasina) est trop connu des joueurs du Milan Cricket.
3/ Il n'est pas juste que le Milan Cricket doive jouir du soutien du public milanais. Ce qui pousse la direction du FBC Juventus à se retirer du championnat italien de football. »

Le Milan fut déclaré vainqueur du match 2-0 par tapis vert à la suite de l'abandon de la Juventus par décision du Federazione Italiana Foot-Ball et remporte alors ce IX Campionato Federale.
Ce résultat est la deuxième désillusion du Foot-Ball Club Juventus durant la saison, ne parvenant pas à conserver ses titres de Campione d'Italia de première et de deuxième division.
Mais durant l'automne 1906, la Juventus se console tout de même avec un maigre trophée mineur, la Coppa Luigi Bozino, que le club remporte pour la seconde fois d'affilée après sa victoire écrasante contre le FC Torinese (8-0, plus grosse victoire en match officiel du club depuis sa création) et le Milan (1 but à 0).
Mais le principal fait majeur du club qui marqua son histoire durant la saison 1906 fut du côté de la direction.
En effet, le président de la société vice-championne d'Italie, Alfred Dick, réfléchissait alors au fait de délocaliser le club turinois dans son pays d'origine, la Suisse, et d'en changer le nom pour l'appeler le Jugend Fussballverein, sans aucune consultation ni discussion avec les autres membres et actionnaires juventini. 
Il fut alors forcé de quitter le club et de renoncer à son projet pour la Juventus, mais resta établit dans la ville de Turin, pour fonder «par dépit» son propre club, le Foot-Ball Club Torino (existant encore aujourd'hui sous le nom de Torino FC 1906), et installera une rivalité entre les deux clubs pour la suprématie sur Turin (il fit venir dans son nouveau club des joueurs importants de la juve comme Diment, Bollinger, Mazzia et Squair, tous à l'époque employés de l'usine de textile de Dick). Son nouveau club engloba le Football Club Torinese, alors une des principales équipes des premières années du calcio italiano, et qui avait déjà lui-même absorbé l'Internazionale Torino (une autre équipe prestigieuse de l'époque) lors de sa première année.
Après l'abandon du poste de la présidence suisse du club, l'équipe se trouva alors en difficulté financière, en plus d'une fuite de joueurs talentueux, sans oublier l'abandon du contrat d'affiliation du club au stade qu'il louait à Turin, le Velodromo Umberto I (qui fut alors réservé au FC Torino). Le club reprit alors son ancien stade dans lequel le club évoluait entre 1899 et 1904, le Campo Piazza D'Armi.
La présidence de la société fut alors donnée à un des joueurs et créateurs du club, Carlo Vittorio Varetti.

## Déroulement de la saison

### Résultats en championnat

#### Éliminatoires du Piémont
- Le Foot-Ball Club Juventus est le seul club inscrit inscrit de la région, donc directement inscrit en phase nationale.

#### Phase finale
| dimanche 21 janvier 1906 1re journée | Genoa   | 1 - 1 | Juventus       | Ponte Carrega, Gênes 15h30 Arbitre : Meazza |
| dimanche 21 janvier 1906 1re journée | Marassi |       | Buteur inconnu | Ponte Carrega, Gênes 15h30 Arbitre : Meazza |

| dimanche 11 mars 1906 2e journée | Juventus                 | 2 - 1 | Milan        | Velodromo Umberto I, Turin 15h00 Arbitre : Meazza |
| dimanche 11 mars 1906 2e journée | Donna 55e · Armano I 65e |       | 42e Trerè II | Velodromo Umberto I, Turin 15h00 Arbitre : Meazza |

| dimanche 1er avril 1906 3e journée | Juventus                 | 2 - 0 | Genoa | Milan Arbitre : Sutter |
| dimanche 1er avril 1906 3e journée | Donna 80e · Armano I 86e |       |       | Milan Arbitre : Sutter |

| dimanche 11 mars 1906 4e journée | Milan     | 1 - 0 | Juventus | Campo Milan di Porta Monforte, Milan Arbitre : Calì |
| dimanche 11 mars 1906 4e journée | Rizzi 30e |       |          | Campo Milan di Porta Monforte, Milan Arbitre : Calì |

- Match de barrage

| dimanche 29 avril 1906 | Juventus | 0 - 0 | Milan | Velodromo Umberto I, Turin Arbitre : Sutter |
| dimanche 29 avril 1906 |          |       |       | Velodromo Umberto I, Turin Arbitre : Sutter |

- Match rejoué

| dimanche 6 mai 1906 | Milan | 2 - 0 victoire par forfait | Juventus | Campo di via Comasina, Milan |
| dimanche 6 mai 1906 |       |                            |          | Campo di via Comasina, Milan |

##### Classement
|  |    | Classement final 1906 | Pts | MJ | V | N | D | BP | BC | Dif |
|  | -- | --------------------- | --- | -- | - | - | - | -- | -- | --- |
|  | 1. | Milan                 | 5   | 4  | 2 | 1 | 1 | 6  | 4  | +2  |
|  | 2. | Juventus              | 5   | 4  | 2 | 1 | 1 | 5  | 3  | +2  |
|  | 3. | Genoa                 | 2   | 4  | 0 | 2 | 2 | 3  | 7  | -4  |

### Résultats en championnat de Seconda Categoria

#### Éliminatoires du Piémont
| dimanche 7 janvier 1906 | Juventus II | Annulé Terrain impraticable | Pro Vercelli |  |
| dimanche 7 janvier 1906 |             |                             |              |  |

| dimanche 14 janvier 1906 Match aller | Juventus II      | 4-0 | Pro Vercelli | Turin |
| dimanche 14 janvier 1906 Match aller | Buteurs inconnus |     |              | Turin |

| dimanche 21 janvier 1906 Match retour | Pro Vercelli | 0-3              | Juventus II | Vercelli |
| dimanche 21 janvier 1906 Match retour |              | Buteurs inconnus |             | Vercelli |

##### Classement
|  |    | Éliminatoires Piémont | Pts | MJ | V | N | D | BP | BC | Dif |
|  | -- | --------------------- | --- | -- | - | - | - | -- | -- | --- |
|  | 1. | Juventus II           | 4   | 2  | 2 | 0 | 0 | 7  | 0  | +7  |
|  | 2. | Pro Vercelli          | 0   | 2  | 0 | 0 | 2 | 0  | 7  | -7  |

#### Phase finale
| dimanche 4 février 1906 1re journée | Juventus II | 0-2              | Milan II | Turin |
| dimanche 4 février 1906 1re journée |             | Buteurs inconnus |          | Turin |

| dimanche 11 février 1906 2e journée | Genoa II         | 2-0 | Juventus II | Gênes |
| dimanche 11 février 1906 2e journée | Buteurs inconnus |     |             | Gênes |

| dimanche 4 mars 1906 3e journée | Milan II         | 3-0 | Juventus II | Milan |
| dimanche 4 mars 1906 3e journée | Buteurs inconnus |     |             | Milan |

| dimanche 25 mars 1906 4e journée | Juventus II | 0-2 victoire par forfait | Genoa II |  |
| dimanche 25 mars 1906 4e journée |             |                          |          |  |

##### Classement
|  |    | Classement final 1906 | Pts | MJ | V | N | D | BP | BC | Dif |
|  | -- | --------------------- | --- | -- | - | - | - | -- | -- | --- |
|  | 1. | Milan II              | 6   | 4  | 3 | 0 | 1 | 9  | 1  | +8  |
|  | 2. | Genoa II              | 4   | 4  | 2 | 0 | 2 | 3  | 7  | -4  |
|  | 3. | Juventus II           | 2   | 4  | 1 | 0 | 3 | 3  | 7  | -4  |

### Matchs amicaux
| lundi 1er janvier 1906 | Juventus       | 1 - 2 | Montriond Lausanne |  |
| lundi 1er janvier 1906 | Buteur inconnu |       | Buteurs inconnus   |  |

| dimanche 4 février 1906 | Juventus       | 1 - 1 | FBC Torinese   | Turin |
| dimanche 4 février 1906 | Buteur inconnu |       | Buteur inconnu | Turin |

| dimanche 15 avril 1906 | Juventus       | 1 - 1 | Old Boys Bâle  | Turin |
| dimanche 15 avril 1906 | Buteur inconnu |       | Buteur inconnu | Turin |

| lundi 16 avril 1906 | Juventus       | 1 - 3 | Old Boys Bâle    | Turin |
| lundi 16 avril 1906 | Buteur inconnu |       | Buteurs inconnus | Turin |

| dimanche 16 septembre 1906 | Pro Vercelli   | 1 - 3 | Juventus         | Turin |
| dimanche 16 septembre 1906 | Buteur inconnu |       | Buteurs inconnus | Turin |

| dimanche 9 décembre 1906 | Juventus | 0 - 4            | Milan | Turin |
| dimanche 9 décembre 1906 |          | Buteurs inconnus |       | Turin |

| dimanche 16 décembre 1906 | Juventus         | 4 - 0 | Virtus | Turin |
| dimanche 16 décembre 1906 | Buteurs inconnus |       |        | Turin |

#### Coppa Lombardia
| dimanche 21 octobre 1905 | Milan            | 2 - 1 | Juventus       |  |
| dimanche 21 octobre 1905 | Buteurs inconnus |       | Buteur inconnu |  |

#### Coppa Luigi Bozino
| dimanche 28 octobre 1905 | Juventus         | 8 - 0 | FBC Torinese |  |
| dimanche 28 octobre 1905 | Buteurs inconnus |       |              |  |

| dimanche 25 novembre 1905 | Juventus | 2 - 0 victoire par forfait | Milan |  |
| dimanche 25 novembre 1905 |          |                            |       |  |

#### Coppa Buni
| lundi 29 octobre 1905 | US Milanese | 2 - 0 victoire par forfait | Juventus |  |
| lundi 29 octobre 1905 |             |                            |          |  |

## Effectif du club
Effectif des joueurs du Foot-Ball Club Juventus lors de la saison 1906.

## Buteurs
| 2 buts - Domenico Donna - Gioacchino Armano I |